# Greg Cunningham
Gregory Richard Cunningham, detto Greg (Carnmore, 31 gennaio 1991), è un calciatore irlandese, difensore del Galway Utd.

## Carriera

### Club
Cunningham diede i primi calci al pallone nel Cregmore FC, all'età di sei anni. Nel 2004 si unì al Mervue United, squadra irlandese, prima di essere prelevato dal Manchester City (2007). Inserito nelle giovanili degli Sky Blues, il versatile terzino sinistro si è distinto nella squadra che ha raggiunto la semifinale di FA Youth Cup nel 2009.
Ha esordito con la maglia dei Citizens il 24 gennaio 2010 in FA Cup contro lo Scunthorpe United subentrando al 46º minuto e rimediando un'ammonizione due minuti dopo il suo ingresso in campo; la partita si è conclusa 4-2 per il City. L'11 aprile dello stesso anno ha debuttato in Premier League subentrando dalla panchina ad Adam Johnson nei minuti finali di una partita casalinga contro il Birmingham City (vittoria 5-1). Dopo avere giocato 3 partite, nel mese di agosto ha prolungato di quattro anni il suo contratto con il City.
Nell'ottobre 2010 Cunningham è stato ceduto in prestito al Leicester City, club di Football League Championship. Il 1º gennaio 2011, durante una partita di campionato contro l'Hull City, ha riportato la rottura della tibia in seguito ad un fallo di Liam Rosenior.

### Nazionale
Dopo aver giocato in Under-17 ed in Under-19, è stato convocato per la prima volta dalla nazionale maggiore nel febbraio 2010, in occasione di una amichevole contro il Brasile disputatasi il 2 marzo a Londra (sconfitta 2-0). Ha debuttato in maglia verde (peraltro da titolare) in data 28 maggio dello stesso anno, in un'amichevole contro l'Algeria giocata nella RDS Arena (vittoria 3-0).

## Statistiche

### Presenze e reti nei club
Aggiornato al 25 aprile 2015.
| Stagione               | Squadra                | Campionato             | Campionato | Campionato | Coppe nazionali | Coppe nazionali | Coppe nazionali | Coppe continentali | Coppe continentali | Coppe continentali | Altre coppe | Altre coppe | Altre coppe | Totale | Totale |
| Stagione               | Squadra                | Comp                   | Pres       | Reti       | Comp            | Pres            | Reti            | Comp               | Pres               | Reti               | Comp        | Pres        | Reti        | Pres   | Reti   |
| ---------------------- | ---------------------- | ---------------------- | ---------- | ---------- | --------------- | --------------- | --------------- | ------------------ | ------------------ | ------------------ | ----------- | ----------- | ----------- | ------ | ------ |
| 2009-2010              | Manchester City        | PL                     | 2          | 0          | FACup+CdL       | 1+0             | 0+0             | -                  | -                  | -                  | -           | -           | -           | 3      | 0      |
| lug.-ott. 2010         | Manchester City        | PL                     | 0          | 0          | FACup+CdL       | 0+1             | 0+0             | UEL                | 1                  | 0                  | -           | -           | -           | 2      | 0      |
| Totale Manchester City | Totale Manchester City | Totale Manchester City | 2          | 0          |                 | 2               | 0               |                    | 1                  | 0                  |             |             |             | 5      | 0      |
| ott. 2010-2011         | Leicester City         | FLC                    | 13         | 0          | FACup+CdL       | 0+0             | 0+0             | -                  | -                  | -                  | -           | -           | -           | 13     | 0      |
| ott. 2011-2012         | Nottingham Forest      | FLC                    | 27         | 0          | FACup+CdL       | 1+0             | 0+0             | -                  | -                  | -                  | -           | -           | -           | 28     | 0      |
| 2012-2013              | Bristol City           | FLC                    | 30         | 1          | FACup+CdL       | 1+0             | 0+0             | -                  | -                  | -                  | -           | -           | -           | 31     | 1      |
| 2013-2014              | Bristol City           | FL1                    | 37         | 1          | FACup+CdL       | 4+2             | 0+0             | -                  | -                  | -                  | FLT         | 1           | 0           | 44     | 1      |
| 2014-2015              | Bristol City           | FL1                    | 24         | 2          | FACup+CdL       | 3+0             | 1+0             | -                  | -                  | -                  | FLT         | 5           | 0           | 32     | 3      |
| Totale Bristol City    | Totale Bristol City    | Totale Bristol City    | 91         | 4          |                 | 10              | 1               |                    |                    |                    |             | 6           | 0           | 111    | 5      |
| Totale carriera        | Totale carriera        | Totale carriera        | 133        | 4          |                 | 10              | 1               |                    | 3                  | 0                  |             | 7           | 0           | 157    | 5      |

### Cronologia presenze e reti in nazionale
| Cronologia completa delle presenze e delle reti in nazionale ― Irlanda | Cronologia completa delle presenze e delle reti in nazionale ― Irlanda | Cronologia completa delle presenze e delle reti in nazionale ― Irlanda | Cronologia completa delle presenze e delle reti in nazionale ― Irlanda | Cronologia completa delle presenze e delle reti in nazionale ― Irlanda | Cronologia completa delle presenze e delle reti in nazionale ― Irlanda | Cronologia completa delle presenze e delle reti in nazionale ― Irlanda | Cronologia completa delle presenze e delle reti in nazionale ― Irlanda |
| Data                                                                   | Città                                                                  | In casa                                                                | Risultato                                                              | Ospiti                                                                 | Competizione                                                           | Reti                                                                   | Note                                                                   |
| ---------------------------------------------------------------------- | ---------------------------------------------------------------------- | ---------------------------------------------------------------------- | ---------------------------------------------------------------------- | ---------------------------------------------------------------------- | ---------------------------------------------------------------------- | ---------------------------------------------------------------------- | ---------------------------------------------------------------------- |
| 28-5-2010                                                              | Dublino                                                                | Irlanda                                                                | 3 – 0                                                                  | Algeria                                                                | Amichevole                                                             | -                                                                      |                                                                        |
| 11-8-2010                                                              | Dublino                                                                | Irlanda                                                                | 0 – 1                                                                  | Argentina                                                              | Amichevole                                                             | -                                                                      | 56’                                                                    |
| 17-11-2010                                                             | Dublino                                                                | Irlanda                                                                | 1 – 2                                                                  | Norvegia                                                               | Amichevole                                                             | -                                                                      |                                                                        |
| 6-2-2013                                                               | Dublino                                                                | Irlanda                                                                | 2 – 0                                                                  | Polonia                                                                | Amichevole                                                             | -                                                                      | 87’                                                                    |
| Totale                                                                 |                                                                        | Presenze                                                               | 4                                                                      |                                                                        | Reti                                                                   | 0                                                                      |                                                                        |

## Palmarès

### Club

#### Competizioni nazionali
- Coppa d'Inghilterra: 1

Manchester City: 2010-2011
- Football League One: 1

Bristol City: 2014-2015
- Football League Trophy: 1

Bristol City: 2014-2015